# James Cornwallis (4e comte Cornwallis)
James Cornwallis, 4e comte de Cornwallis (25 février 1743 - 20 janvier 1824) est un pair et un membre du clergé britannique.

## Biographie
Il est le troisième fils de Charles Cornwallis (1er comte Cornwallis) et de son épouse, Elizabeth, fille de Charles Townshend (2e vicomte Townshend) et nièce de Robert Walpole. Son oncle, Frédéric, est l'archevêque de Canterbury. Le frère jumeau de Frederick, Edward, est officier de l'armée, gouverneur colonial et fondateur d'Halifax, en Nouvelle-Écosse. Le frère de James, William, est un amiral de la Royal Navy. Son autre frère, Charles Cornwallis, est le général de la Guerre d'indépendance des États-Unis.
Il fait ses études au Collège d'Eton puis entre en 1760 à Christ Church, Oxford. Il est ensuite membre du Merton College, Oxford.
Il est recteur d'Ickham de 1769 à 1773, d'Addisham de 1770 à 1781, de Newington en 1770, chanoine de l'Abbaye de Westminster de 1770 à 1785, vicaire de Wrotham de 1771 à 1785, recteur de Boughton Malherbe de 1773 à 1785 et Doyen de Cantorbéry de 1775 à 1781. En 1774-1775, il est le second du capitaine à bord du HMS Pallas, qui est sous le commandement de son frère William et stationné au large de la côte ouest africaine.
En 1781, il est nommé évêque de Lichfield et de Coventry et est Doyen de Windsor de 1791 à 1794 et doyen de Durham de 1794, à sa mort en 1824.

## Famille
Le 30 avril 1771, il épouse Catherine Mann, une sœur de Horatio Mann (2e baronnet), et ils ont un enfant, James Mann (5e comte Cornwallis). En 1814, il hérite du domaine de Horatio à Linton Park. En 1823, il hérite du comté de Cornwallis de son neveu, Charles Cornwallis (2e marquis Cornwallis) mais le titre lui reste moins d'un an, et passe à son fils.